# Club Sportivo Barracas

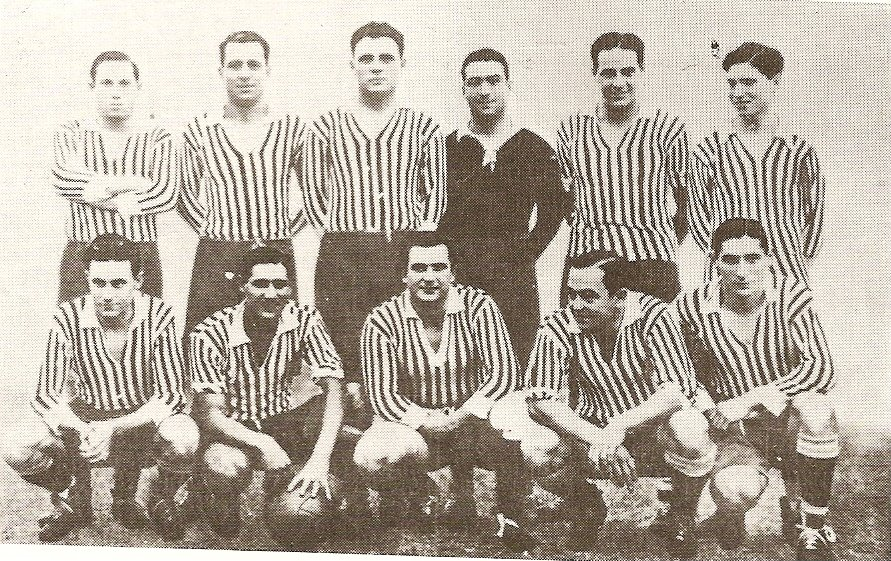
Selectie van 1932

Club Sportivo Barracas is een Argentijnse voetbalclub uit de hoofdstad Buenos Aires. De club begon als roeiclub maar is nu meer bekend om zijn voetbalafdeling. Aartsrivaal van de club is CA Barracas Central.

## Geschiedenis
De club werd opgericht op 30 oktober 1913 in de barrio (wijk) Barracas. De club promoveerde in 1916 naar de hoogste klasse en werd in het eerste seizoen meteen vijfde. De club werd een middenmoter en na de invoering van de profcompetitie in 1931 verkoos de club om de amateurstatus te behouden. Na het vertrek van de grote clubs kon Barracas in 1932 wel de titel veroveren. Van 1936 tot 1967 was de club niet aangesloten bij de voetbalbond en sinds de terugkeer kon de club ook geen noemenswaardige resultaten voorleggen.
In 2003 ging de club zijn voetbalwedstrijden afwerken in San Carlos de Bolívar, andere activiteiten van de club bleven in Buenos Aires. De club speelde onder de naam Club Sportivo Barracas Bolívar, maar in 2010 werd er opnieuw verhuisd en ging de clubs thuiswedstrijden spelen in het stadion van CA Acassuso. Na een laatste plaats in de Primera D in 2012 moest de club zich één seizoen uit de competitie terugtrekken, maar keerde intussen terug.

## Stadion
Het Estadio Sportivo Barracas was in de jaren twintig en dertig van de 20ste eeuw een van de belangrijkste in Argentinië. Het bood plaats aan 30.000 toeschouwers en was een van de gaststadions tijdens de Copa América 1921 en Copa América 1925.